# Генрих II (граф Люксембурга)
Генрих II (фр. Henri II; 1005 — 1047) — граф Люксембурга с 1026 года, герцог Баварии с 1042 года под именем Генрих VII.

## Биография
Старший сын Фридриха Люксембургского и Ирминтруд фон дер Веттерау. В 1026 году унаследовал Люксембург от своего дяди, Генриха I.
В 1042 году получает Баварию от императора Священной Римской империи Генриха III, чтобы отражать набеги венгров. Участвовал в походах против венгров в 1042, 1043, и 1044 годах. В 1047 году сопровождал императора в походе против Дитриха Голландского.
Генрих II не был женат, не имел детей, умер в 1047 году. Похоронен в аббатстве Санкт-Максимин в Трире.